# Antillas Neerlandesas en los Juegos Olímpicos de Atenas 2004
Las Antillas Neerlandesas estuvieron representadas en los Juegos Olímpicos de Atenas 2004 por tres deportistas masculinos que compitieron en dos deportes.
El portador de la bandera en la ceremonia de apertura fue el atleta Churandy Martina. El equipo olímpico no obtuvo ninguna medalla en estos Juegos.